# دان آموس
دان آموس (بالإنجليزية: Dan Amos)‏ هو رائد أعمال أمريكي، ولد في 13 أغسطس 1951 في بينساكولا في الولايات المتحدة.

## وصلات خارجية
- دان آموس على موقع إن إن دي بي (الإنجليزية)